# Wallfahrtskirche Grongörgen

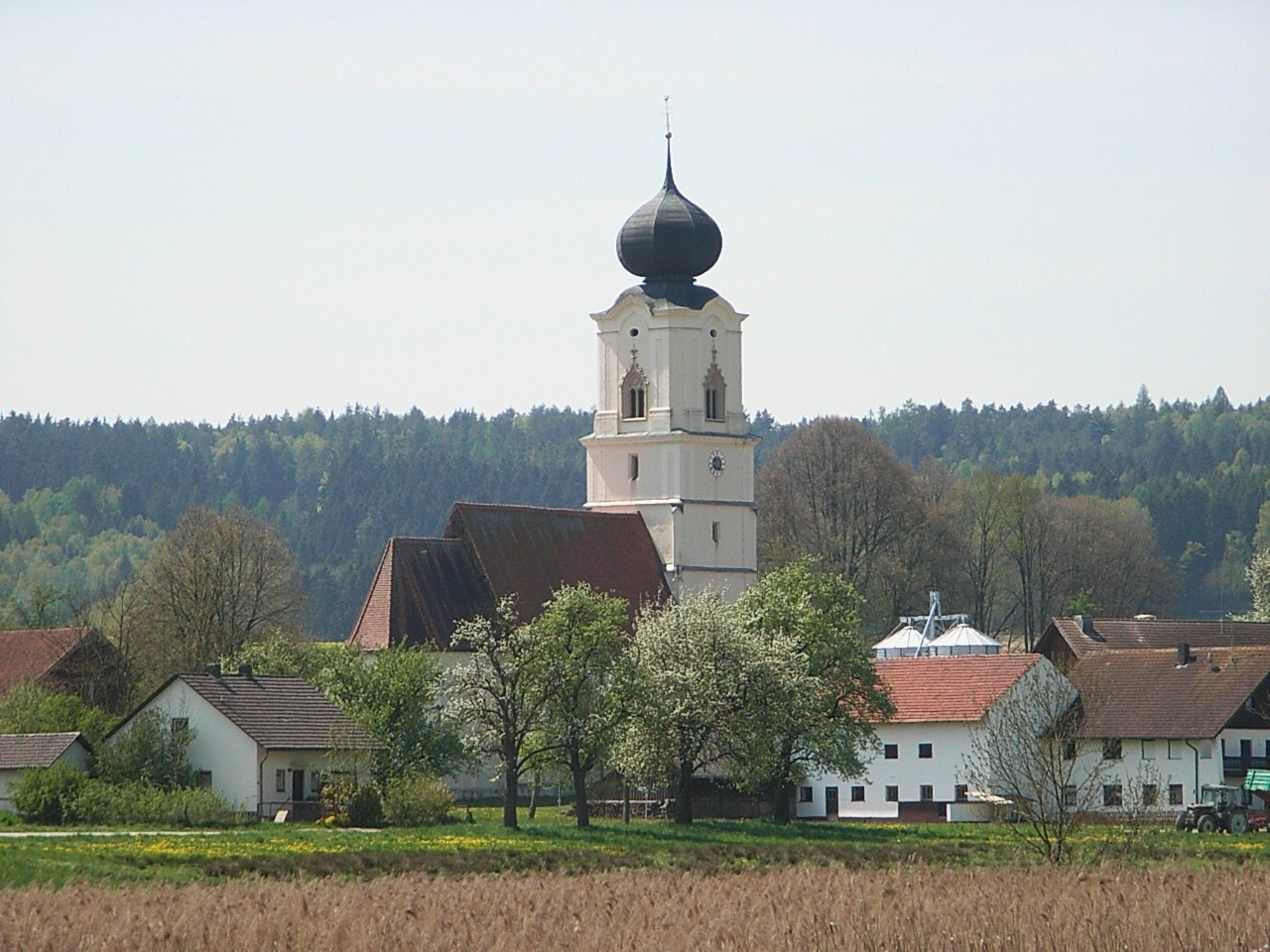
Wallfahrtskirche Grongörgen

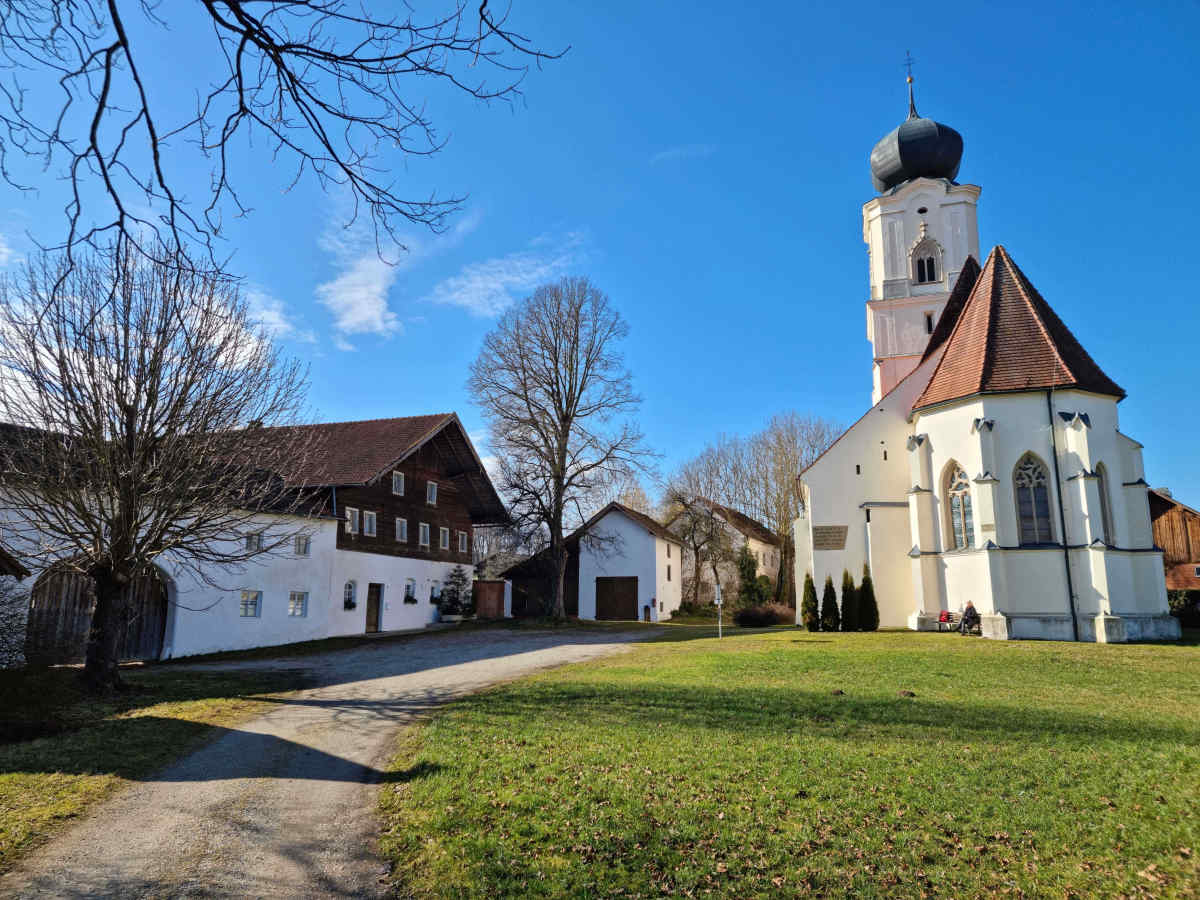
Wallfahrtskirche Grongörgen vom Dorfplatz aus

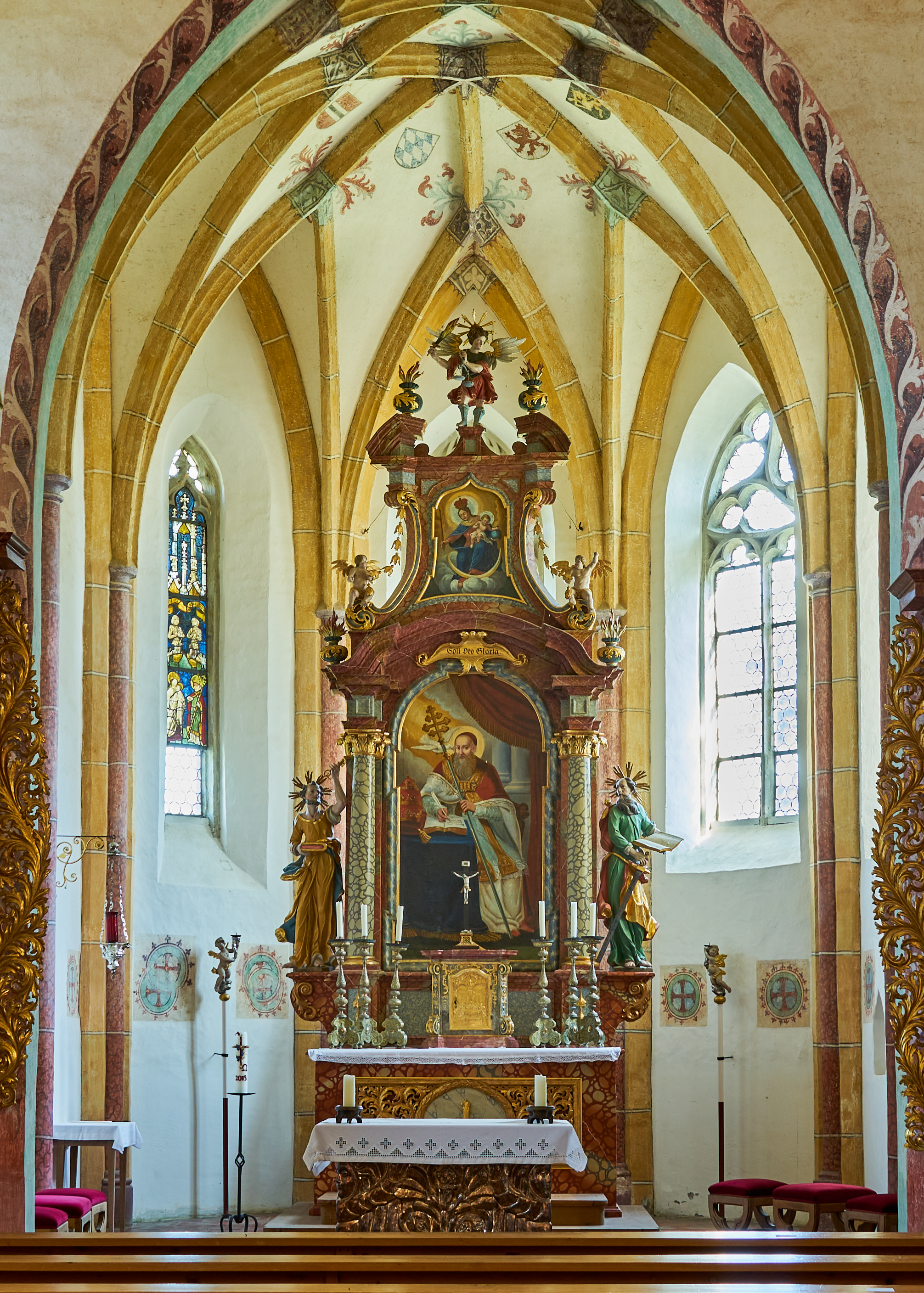
Innenansicht des Chorraums

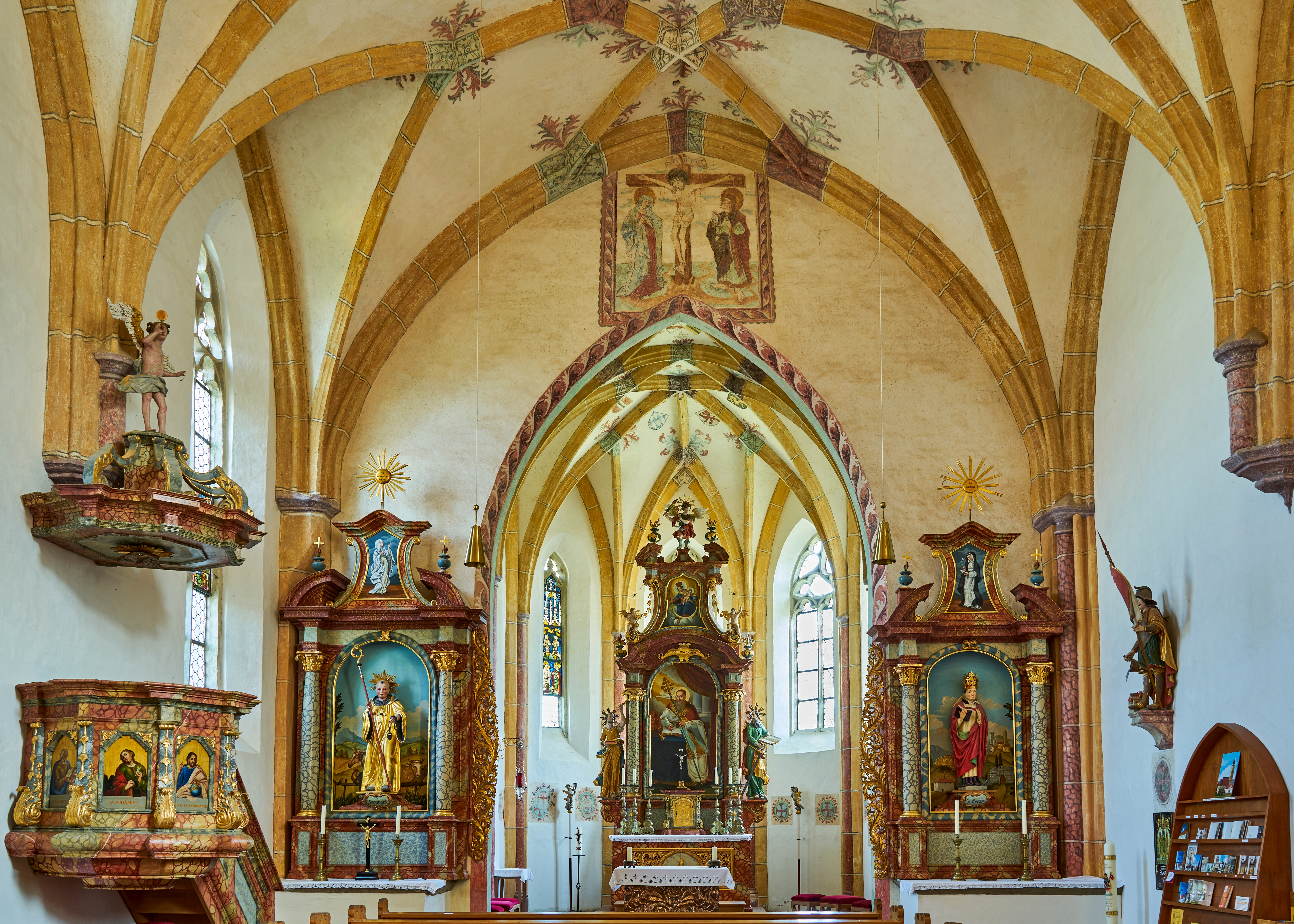
Innenansicht nach Osten

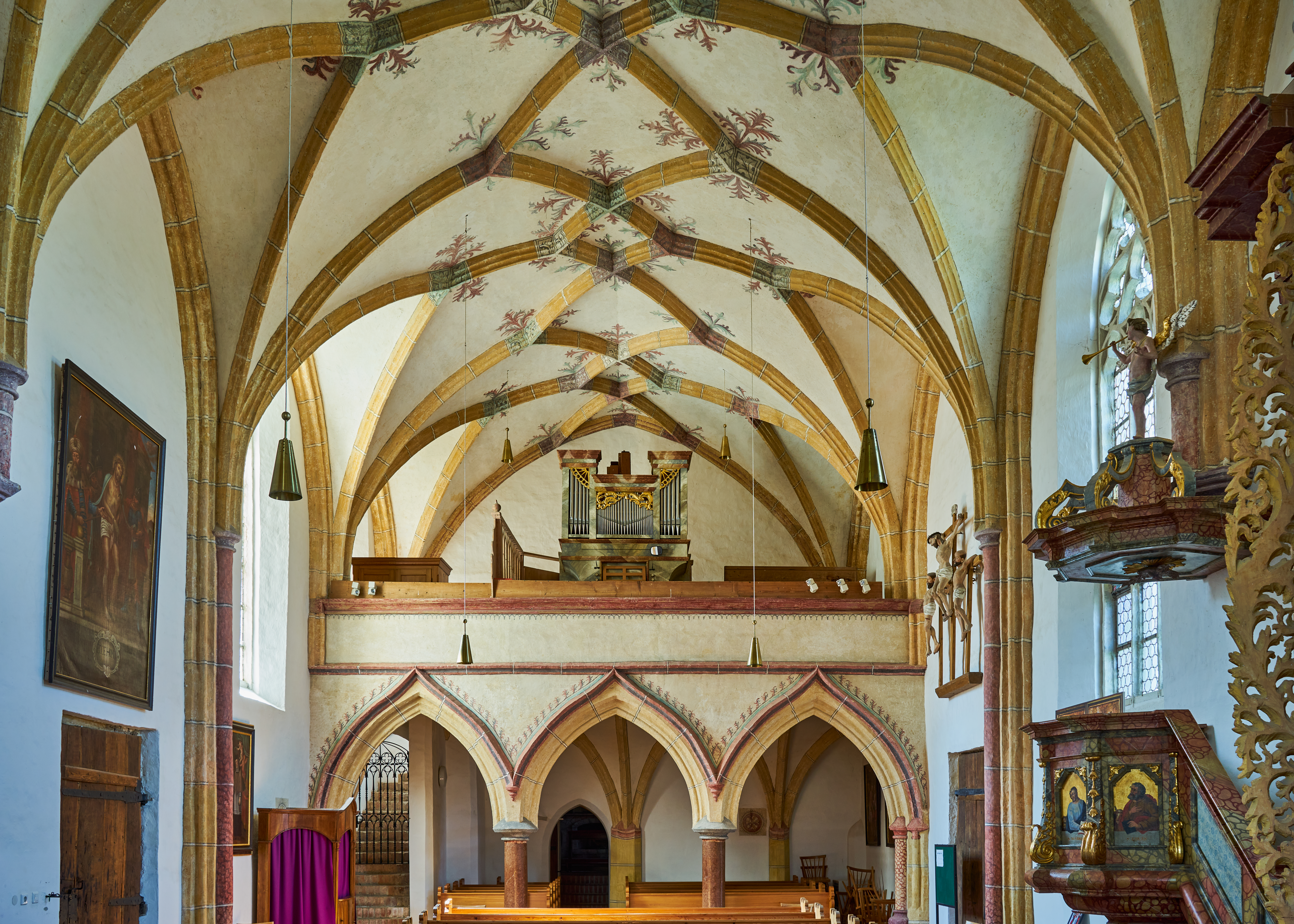
Innenansicht nach Westen

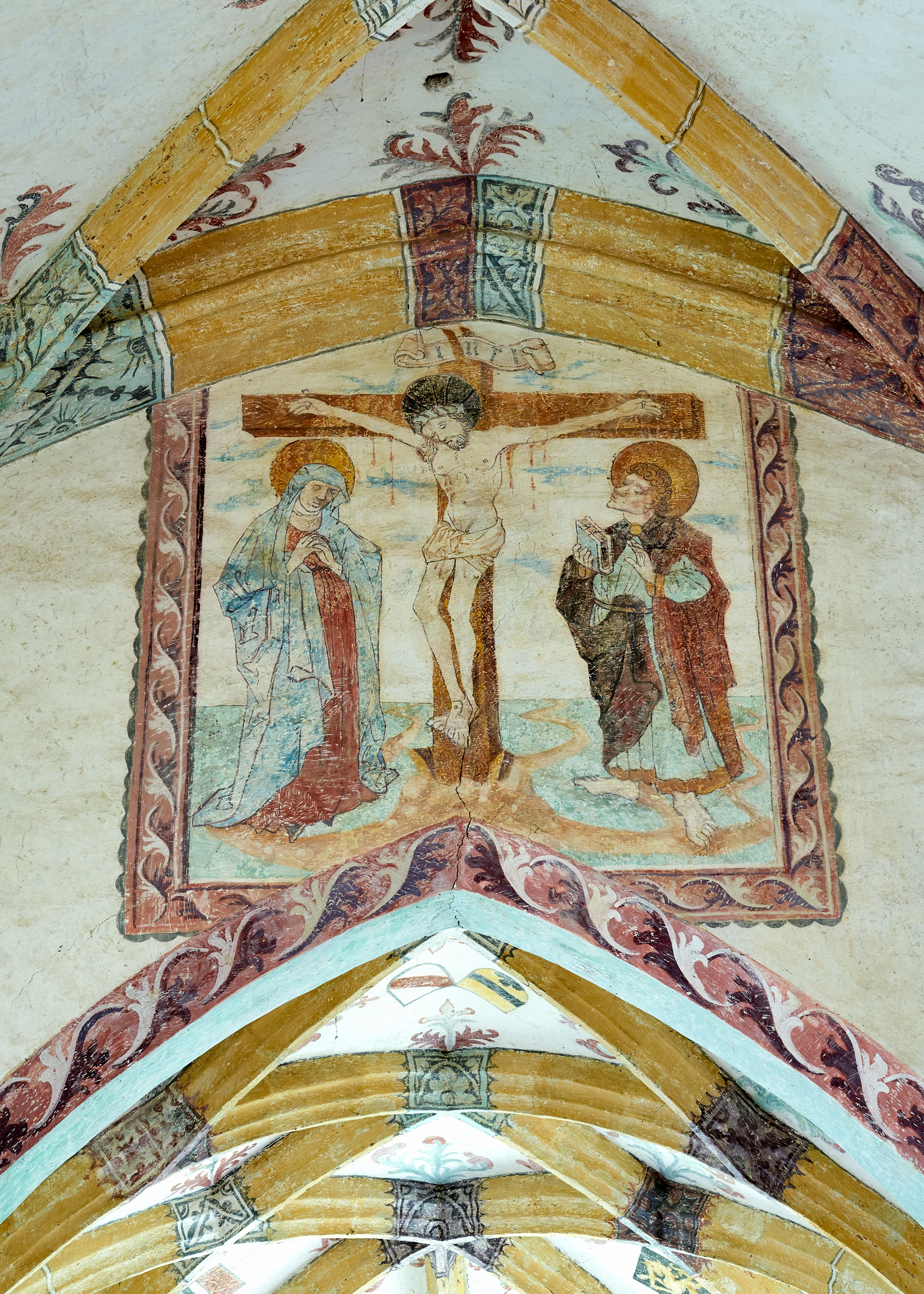
Fresko am Chorbogen

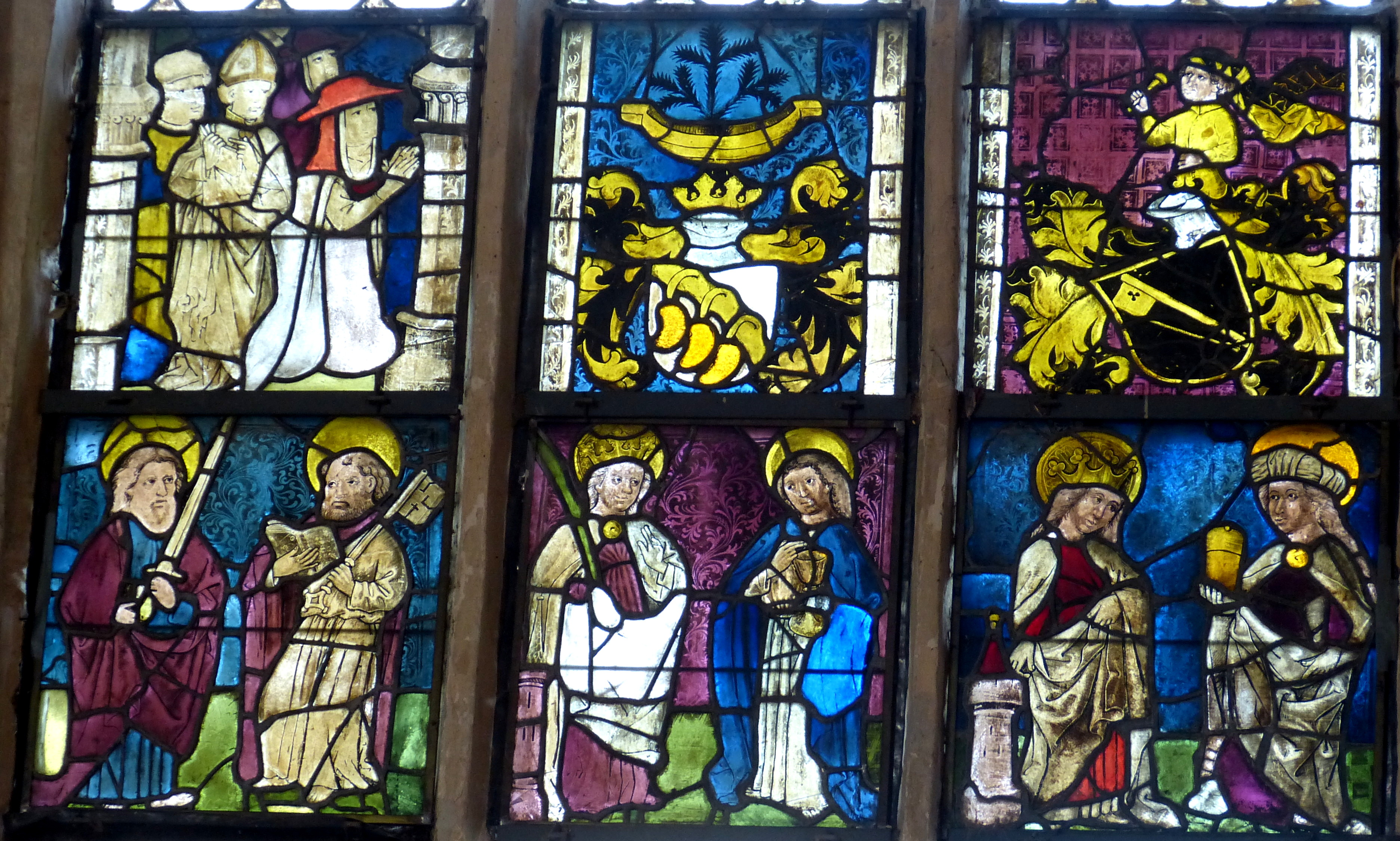
Glasmalereien im Nordfenster

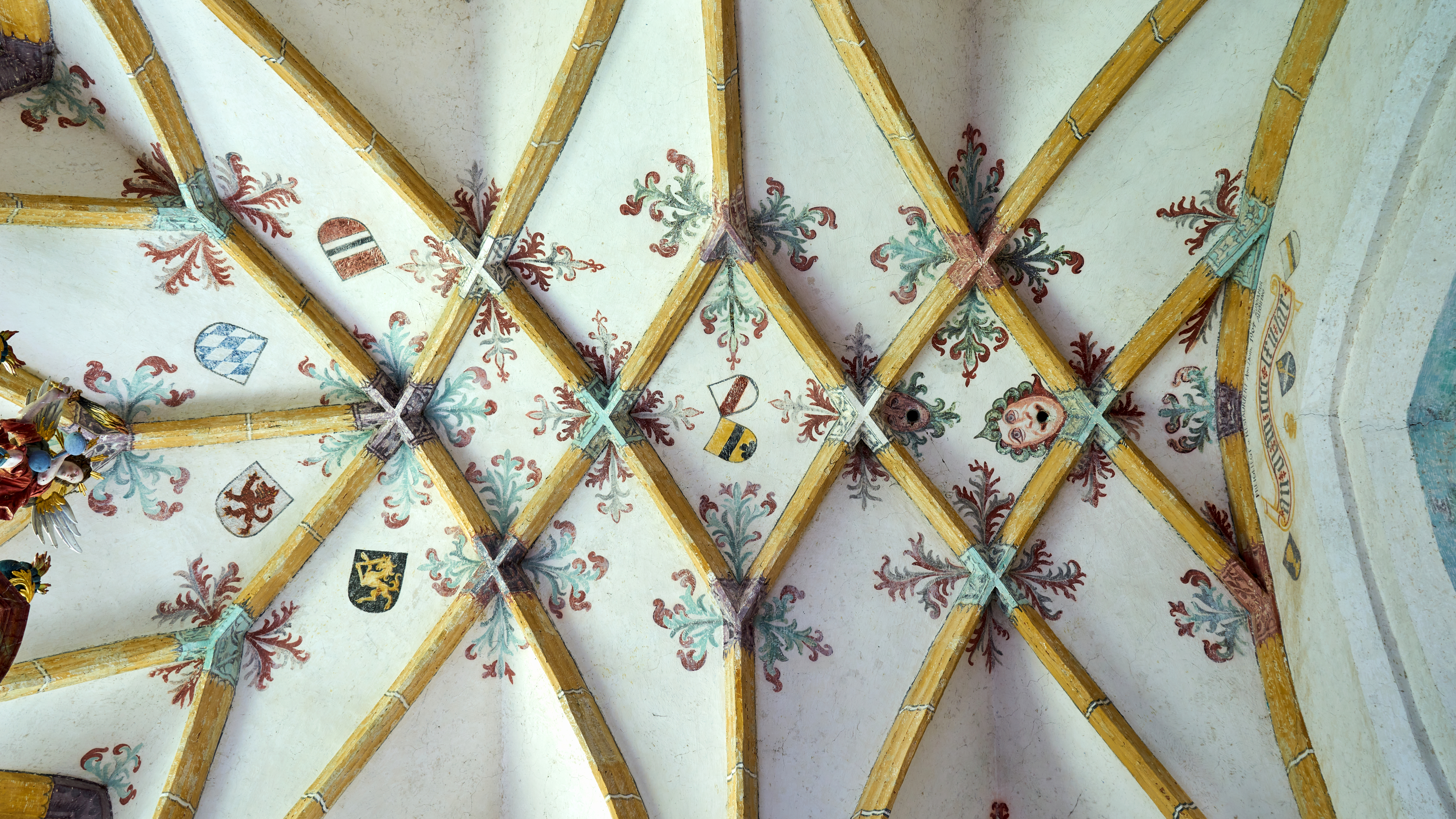
Gewölbemalereien im Chor

Die römisch-katholische Wallfahrtskirche St. Leonhard (ursprüngliches Patrozinium St. Gregor) ist eine gotische Saalkirche im Ortsteil Grongörgen von Haarbach im niederbayerischen Landkreis Passau. Sie gehört zum Pfarramt Sammarei im Bistum Passau und ist eine der wertvollsten Landkirchen der Spätgotik in Niederbayern.

## Geschichte
Vor Entstehung der Gregorswallfahrt hieß das Dorf angeblich Steinhaarbach. Der merkwürdige heutige Ortsname ist vermutlich aus einer volkstümlichen Verballhornung des Namens des heiligen Papstes Gregor entstanden. 
Im Jahr 1437 wurde durch den Passauer Fürstbischof Leonhard von Laiming die nahe gelegene Pfarrei Uttlau mit ihren Filialen, darunter Grongörgen, dem Prämonstratenserstift St. Salvator Griesbach inkorporiert. Durch dieses Stift wurde die Wallfahrtskirche in Auftrag gegeben. Die Bauzeit und die Baumeister sind durch zwei Steintafeln belegt. Eine Inschrift an der Ostseite des Sakristeivorbaus besagt, dass Meister Thamann aus Braunau im Jahr 1460 Chor, Kirche und Turm angefangen und im Jahr 1472 vollendet habe. Eine weitere Inschrift an der Südseite des Turms teilt mit, dass mit dessen Bau 1468 begonnen wurde. Der Chor wurde nach einer am Chorbogen aufgemalten Inschrift bereits 1462 vollendet.
Nach einem Rückgang der Gregors-Verehrung wurde durch die Mönche von St. Salvator eine neue Wallfahrt zum Patron des Viehs St. Leonhard eingeführt, die als Leonhardifahrt seit 1971 wieder belebt wurde. Umfassende Restaurierungsmaßnahmen wurden in den Jahren 1959–1968 durchgeführt.

## Architektur
Das Bauwerk hat die Abmessungen einer stattlichen Landkirche. Die regional typischen Formen der Spätgotik sind besonders kraftvoll ausgeprägt und durch einige Details bereichert. Der ungewöhnlich massige, weithin sichtbare Westturm beherrscht die Wallfahrtsstätte. Ungewöhnlich ist weiterhin die große Anzahl erhaltener dokumentarischer und künstlerischer Spuren aus der Entstehungszeit wie Bauinschriften, Wappen, Wand- und Glasgemälde.

### Äußeres
Der eingezogene Chor mit Strebepfeilern ist niedriger als das Schiff ausgebildet. An der Südseite des Chores ist ein Vorbau mit der Sakristei zu finden, der als ein Stumpf des ursprünglich geplanten Turms gedeutet wird. Die Sakristei ist mit dem Vorbau und der südlichen Portalvorhalle unter einem Schleppdach zusammengefasst.
Die Fenster sind mit reichen Maßwerken geschmückt, die aus Pässen und Fischblasenfiguren bestehen. In der nördlichen und südlichen Vorhalle sind Rippengewölbe eingezogen. Die Gewände der inneren Portale sind mit Gewänden aus Tuffstein ausgestaltet, am Südportal mit einer Kielbogenrahmung und Kreuzblume und gemalten Krabben. Das darüber befindliche Bildfeld ist auf 1532 datiert. Dargestellt sind zwei nicht identifizierte Heilige und Wappen. Das schlichter gestaltete Nordportal ist mit einfacher Spitzbogenrahmung und Blendmaßwerk im Tympanon gestaltet.
Der Westturm nimmt nahezu die ganze Breite des Schiffes ein und ist mit der oben erwähnten Bauinschrift versehen. Das Schallgeschoss mit abgeschrägten Ecken wurde 1672 stark verändert und mit breiten Lisenen und Gebälkstreifen mit gotisierenden Giebeln versehen sowie mit einer stark eingeschnürten Kuppel abgeschlossen. Demgegenüber blieben die reich verzierten spätgotischen Rahmen der Schallöffnungen aus Tuffstein erhalten.

### Inneres
Das breit proportionierte, vierjochige Schiff ist mit Netzgewölben über Schildbogenstellungen mit Rundstab und Kehle und Halbrunddiensten zur Aufnahme der Rippen geschlossen. Die Vorlagen zwischen dem ersten und zweiten Joch werden in beträchtlicher Höhe von Konsolen aufgefangen. Der zweijochige Chor endet in einem dreiseitigen, merklich abgesenkten Chorschluss. Der Chor ist mit flachen, abgefasten Schildbogenstellungen ausgestaltet. Der eingerückte Chorbogen bringt den Chor als eigenständigen Bauteil zur Geltung. Die Gewölberippen sind durchweg doppelt gekehlt. Im Schiff sind durch den Wechsel kleiner und großer Scheitelrauten im Gewölbe unregelmäßige Fünfeckformen für die seitlich ansteigenden Felder entstanden.
Im Westen ist eine unterwölbte Empore auf Rotmarmorpfeilern eingebaut. Die Bogen der Öffnungen sind kräftig profiliert und werden von davor gesetzten, auf Konsolen ruhenden Kielbögen gerahmt. Die Brüstung ist durch ein Gesims abgesetzt. Der an der Südseite eingebaute Treppenaufgang veranlasste den Baumeister dazu, die rückwärtigen Wandvorlagen gegenüber den Freipfeilern um eine halbe Jochbreite zu versetzen und für die Einwölbung eine jochverzahnende Rippenfigur zu wählen.
Im zweigeschossigen Stumpf des ursprünglich geplanten Turmes ist ein enger Treppenaufgang eingebaut. Der Vorplatz wird durch einen kleinen, zum Chor hin geöffneten Raum mit Sterngewölbe gebildet. Eine Kopfkonsole wurde durch Malerei zur Büste vervollständigt, die in der ausgestreckten linken Hand einen Hammer hält, neben dem ein Zirkel dargestellt ist. Damit wurde offenbar ein Baumeister porträtiert.

### Raumfassung und Glasmalereien
Die farbige Raumfassung akzentuiert das gliedernde Gerüst durch eine imitierte Quaderung. Die Rippenkreuzungen sind mit Ornamenten und Rankenwerk bemalt. Im Chor sind Wappen des Hochstifts Passau und der bayerischen Herzöge sowie die Wappen der Bischöfe von Passau und von Adelsgeschlechtern aus der Region zu finden. Wandmalereien aus der Entstehungszeit zeigen über dem Chorbogen ein Kruzifix zwischen Maria und Johannes mit einer bildhaften Umrahmung in Form einer spiraligen Rankenleiste, die auch an der Fase des Chorbogens zu finden ist. Über der Tür zur Sakristei ist eine ebenfalls gerahmte Darstellung des heiligen Gregor zu finden.
Wertvolle Glasmalereien aus der Zeit um 1475–1485 sind in zehn Scheiben in den beiden Nordfenstern des Schiffes sowie in zwei Chorfenstern erhalten. Sie zeigen Darstellungen der Kirchenväter und Heiligen sowie Wappen der adligen Stifter. Im Fenster der nördlichen Chorschräge sind die Madonna und Papst Gregor dargestellt, bekrönt von zwei knienden Stiftern und einem Gesprenge mit Fialen. Im Fenster der Chorsüdseite sind Fragmente von Malereien zu finden. Die Glasgemälde wurden vermutlich in einer Landshuter Werkstatt geschaffen.

## Ausstattung
Der Altar stammt aus dem Jahr 1718. Das Altargemälde mit der Darstellung des heiligen Gregor ist ein Werk von Johann Baptist Pälckhl aus Griesbach, als Seitenfiguren sind Petrus und Paulus dargestellt. Die Seitenaltäre zeigen rechts eine spätgotische Figur des heiligen Gregor und links eine Renaissancefigur des heiligen Leonhard.
Die spätbarocke, rustikale Schnitzgruppe über dem Nordportal zeigt Christus und die Schächer am Kreuz.
Die historische Orgel ist ein Werk von Johann Adam Ehrlich aus dem Jahr 1845 mit sechs Registern auf einem Manual und Pedal. Sie wurde um 2014 wiederhergestellt.
Vier Tafelbilder im Bayerischen Nationalmuseum konnten als Reste des spätgotischen Altarretabels von Grongörgen identifiziert werden. Sie zeigen unter anderem Darstellungen der Altarstifter, des Konvents von Sankt Salvator unter Abt Georg II. von Schönhering und Ulrich Vorster zum Findelstein, herzoglicher Kastner in Griesbach.